# 474 v. Chr.
Portal Geschichte | Portal Biografien | Aktuelle Ereignisse | Jahreskalender | Tagesartikel

◄ |
6. Jahrhundert v. Chr. |
5. Jahrhundert v. Chr. |
4. Jahrhundert v. Chr. |
►

◄ | 490er v. Chr. | 480er v. Chr. | 470er v. Chr. | 460er v. Chr. |
450er v. Chr. |
►

◄◄ | ◄ | 477 v. Chr. | 476 v. Chr. | 475 v. Chr. | 474 v. Chr. |
473 v. Chr. |
472 v. Chr. |
471 v. Chr. |
► |
►►

## Ereignisse

### Politik und Weltgeschehen
Hieron I. von Syrakus verbündet sich mit Aristodemos, Tyrann von Kyme, um der Expansion der Etrusker nach Süditalien zu begegnen. Im Golf von Neapel treffen sie auf die etruskische Flotte. Nach ihrer Niederlage in der Schlacht von Kyme verlieren die Etrusker weitgehend ihren politischen Einfluss in Italien. Das ist vermutlich der Zeitpunkt, zu dem in Rom die Monarchie gestürzt und die Römische Republik gegründet wird.